# Settimana Internazionale 2007
Die 21. Settimana Internazionale fand vom 27. bis 31. März 2007 statt. Das Radrennen wurde in vier Etappen und zwei Halbetappen über eine Distanz von 811,4 Kilometern ausgetragen. Nach der Verkürzung der 4. Etappe verringerte sich die Gesamtdistanz um 17 Kilometer auf 794,4.

## Etappen
| Etappe        | Tag      | Start – Ziel                     | km    | Etappensieger        | Führender            |
| ------------- | -------- | -------------------------------- | ----- | -------------------- | -------------------- |
| 1. Etappe (a) | 27. März | Riccione – Riccione              | 95,2  | Alessandro Bertolini | Alessandro Bertolini |
| 1. Etappe (b) | 27. März | Misano Adriatico (MZF)           | 11,8  | Predictor-Lotto      | Pawel Brutt          |
| 2. Etappe     | 28. März | Castel San Pietro Terme – Faenza | 175,6 | Michele Scarponi     | Luca Pierfelici      |
| 3. Etappe     | 29. März | Scandiano – Serramazzoni         | 165,9 | Danilo Di Luca       | Luca Pierfelici      |
| 4. Etappe     | 30. März | Carpi – Finale Emilia            | 194*  | Robert Förster       | Luca Pierfelici      |
| 5. Etappe     | 31. März | Casalgrande – Sassuolo           | 168,9 | Riccardo Riccò       | Michele Scarponi     |

* verkürzt auf 177 km wegen starken Regens